# 色须镇
色须镇，是中华人民共和国四川省甘孜藏族自治州石渠县下辖的一个乡镇级行政单位。

## 行政区划
色须镇下辖以下地区：
洛须镇社区、温拖村、拉空龙村、洛须龙村、更沙村、纳扎村、俄巴纳村、龙溪卡村、丹达村、瓦土村、赤贡村、张君村、赤哇村、打龙村、色洞村、修波村、拉龙村、仁绒村和日扎村。

## 得名
色须得名于色须寺，为藏传佛教格鲁派寺院。原名俄多玛乡。
其创建于清乾隆二十五年（1760年），寺院设显密宗两大学院，下属五个康林，十五个真札（班），有系统的习经制度。其占地70余亩，由一百多个寺庙组成。其寺内珍藏有大藏经《甘珠尔》50余套，并存有宗喀巴的牙舍利塔。
2010年青海玉树地震发生，色须寺派遣500人出发救人，500人留下念经祈福。其中救援人员救出60名幸存者。